# Vrbica (Veliko Trojstvo)
Vrbica es una localidad de Croacia en el municipio de Veliko Trojstvo, condado de Bjelovar-Bilogora.

## Geografía
Se encuentra a una altitud de 167 m s. n. m. a 98 km de la capital nacional, Zagreb.

## Demografía
En el censo 2011 el total de población de la localidad fue de 125 habitantes.
| Gráfica de población de Vrbica 1857-2011                            |
|                                                                     |
| Según los censos de población de la oficina estadística de Croacia. |